# Grigol Zereteli

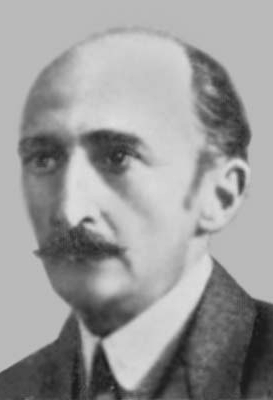
Grigol Zereteli

Grigol Zereteli (georgisch გრიგოლ წერეთელი; * 12. Märzjul. / 24. März 1870greg. in Sankt Petersburg, Russisches Kaiserreich; † 1938 in Tiflis, Sowjetunion) war ein georgischer Altphilologe. Er war einer der Begründer der Papyrologie und der georgischen Schule für Klassische Philologie.

## Leben
Grigol Zereteli wurde 1870 als Sohn eines Rechtsanwalts aus adeligem Geschlecht geboren. Von 1888 bis 1893 absolvierte er ein altphilologisches Studium an der Universität Sankt Petersburg. Seine Diplomarbeit handelte von der Geschichte der griechischen Stenographie.
Zereteli wurde Dozent am Sankt Petersburger Archäologischen Institut. 1897 wechselte er als Assistenzprofessor an die Friedrich-Wilhelms-Universität Berlin und wurde dort zum Mitbegründer der Papyrologie. 1902 kehrte er nach Sankt Petersburg zurück, promovierte 1905 zum Dr. phil. der Altphilologe und wurde noch im gleichen Jahr Leiter des Fachbereichs für Klassische Philologie an der Universität Dorpat, Estland, wo er seinen zweiten Doktortitel (Dr. sci.) erwarb.
1914 übernahm Zereteli die Leitung des Fachbereichs für Klassische Philologie an der Universität Sankt Petersburg und wurde 1917 korrespondierendes Mitglied der Russischen Akademie der Wissenschaften. 1918 wurde er Professor an der Friedrich-Wilhelms-Universität Berlin, folgte aber bereits 1920 einem Ruf zum Leiter des Fachbereichs für Klassische Philologie an die neu gegründete Staatliche Universität Tiflis, wo er von 1923 bis 1931 zusätzlich das Amt des Direktors der Universitätsbibliothek ausübte. Anna Boltunowa war eine seiner Schülerinnen. 1935 wurde Zereteli mit dem Titel Verdienter Wissenschaftler Georgiens ausgezeichnet.
Zereteli war seit 1919 Mitglied der deutschen Gesellschaft für Papyrologie und seit 1927 Mitglied des Deutschen Archäologischen Instituts. Er veröffentlichte mehr als 90 wissenschaftliche Arbeiten in russischer und deutscher Sprache, darunter zehn Monographien, über Papyrologie, Klassische Philologie und die Geschichte der altgriechischen Literatur.
Im Zuge des Großen Terrors wurde Zereteli 1937 vom NKWD verhaftet. 1938 starb er im Gefängnis und wurde auf dem Pantheon am Berg Mtazminda in Tiflis beigesetzt.
Die Universitätsbibliothek der Staatlichen Universität Tiflis trägt heute seinen Namen.

## Werke
- Berliner griechische Urkunden. III, 5, Berlin 1900
- Berliner griechische Urkunden. IV, 2, Berlin 1904
- Papyri russischer und georgischer Sammlungen. Bde. 1–5, Tbilisi, 1925–1935 (Neuausgabe: Amsterdam 1966–1967)
- Der Koridethi-Kodex und seine griechischen Beischriften. Tbilisi 1937